# Уолфорд (тауншип, Миннесота)
Уолфорд (англ. Wolford) — тауншип в округе Кроу-Уинг, Миннесота, США. На 2000 год его население составило 326 человек.

## География
По данным Бюро переписи населения США площадь тауншипа составляет 44,0 км², из которых 37,8 км² занимает суша, а 6,1 км² — вода (13,91 %).

## Демография
По данным переписи населения 2000 года здесь находились 326 человек, 124 домохозяйства и 103 семьи.  Плотность населения —  8,6 чел./км².  На территории тауншипа расположено 217 построек со средней плотностью 5,7 построек на один квадратный километр. Расовый состав населения: 97,24 % белых, 0,61 % коренных американцев, 0,61 % c Тихоокеанских островов и 1,53 % приходится на две или более других рас. Испанцы или латиноамериканцы любой расы составляли 0,92 % от популяции тауншипа.
Из 124 домохозяйств в 31,5 % воспитывались дети до 18 лет, в 70,2 % проживали супружеские пары, в 6,5 % проживали незамужние женщины и в 16,9 % домохозяйств проживали несемейные люди. 13,7 % домохозяйств состояли из одного человека, при том 3,2 % из — одиноких пожилых людей старше 65 лет. Средний размер домохозяйства — 2,63, а семьи — 2,87 человека.
25,2 % населения — младше 18 лет, 6,4 % — в возрасте от 18 до 24 лет, 24,8 % — от 25 до 44, 29,8 % — от 45 до 64, и 13,8 % — старше 65 лет. Средний возраст — 41 год. На каждые 100 женщин приходилось 111,7 мужчин.  На каждые 100 женщин старше 18 приходилось 115,9 мужчин.
Средний годовой доход домохозяйства составлял 50 833 доллара, а средний годовой доход семьи —  50 625 долларов. Средний доход мужчин —  36 750  долларов, в то время как у женщин — 26 563. Доход на душу населения составил 17 179 долларов. За чертой бедности находились 3,6 % семей и 6,7 % всего населения тауншипа, из которых 8,5 % младше 18 лет.